# Всеукраїнський центральний повстанський комітет
Всеукраї́нський центра́льний повста́нський коміте́т, ВУЦПК або Центра́льний украї́нський повста́нський коміте́т, Цупко́м — підпільний військово-політичний центр з керівництва українським антибільшовицьким рухом опору на території УСРР.

## Історія
Був створений 18 березня 1921 року у Києві. В його задачі входило забезпечення підготовки, початок та розвиток загально-українського повстання проти більшовицького режиму. Кінцева мета — відновлення суверенної Української Народної Республіки. Політично повстанський комітет орієнтувався на уряд Симона Петлюри в екзилі. Для військово-оперативного керування на польському боці кордону в місті Тарнові був створений Повстансько-партизанський штаб під керівництвом Юрія Тютюнника. Йому допомагали начальник Розвідувальної управи Першого генерал-квартирмейстерства Генерального штабу армії УНР підполковник Олександр Кузьмінський та 3-5 технічних працівників.
Досить швидко Київська губернська НК через агентуру дізналася про існування повстанського комітету та почала відстежувати та блокувати його діяльність. Це спричинило перманентні зміни у його складі. Спочатку він був таким:
- Іван Чепілко — голова,
- Олександр Грудницький — уповноважений з військових справ,
- Іван Данчевський — уповноважений у зв'язках з периферією,
- Свирид Махиня — секретар, уповноважений з внутрішніх справ та інформації
- Федір Наконечний — уповноважений у закордонних зв'язках.

Серед організаторів ВУЦПК були також старший діловод окружного квартирного управління Микола Комар, працівники Київської поштової контори Зотик Коростюк та Леонтій Онищук, секретар геофізичної секції Академії наук Макар Суходольський та колишній начальник оперативного штабу корпусу Січових Стрільців армії УНР, на той час діловод районної філії Київської губернської спілки Іван Андрух (Авраменко). До активної роботи в ВУЦПК було залучено інструктора шкіл Капітона Бендрик-Ганджу, відомого літератора Григорія Чупринку.
Штаб комітету спочатку розташовувався у Києві, згодом перемістився у м. Ірпінь. Його комендантом було призначено племінника голови ВУЦПК Миколу Чепілка.
Комітет безпосередньо підтримував зв'язок губернськими та іншими периферійними повстанськими комітетами та з підпільною Київською міською військовою організацією (яка базувалася в школі Червоних старшин) на чолі з полковником Юрієм Гринем, який займав посаду уповноваженого Київського повітового відділу охорони здоров'я. Серед організаторів також була дружина полковника Гриня Юлія Кривицька (за іншими даними Криницька).
З ВУЦПК були пов'язані впливові на Київщині отамани Юліан Мордалевич та Орлик (Федір Артеменко). Перший 12 квітня 1921 року був призначений ВУЦПК керівником повстанських сил у районі Київ — Козятин — Фастів — Київ, а розпорядженням Симона Петлюри від 24 травня 1921 року — командуючим Другою повстанською групою. Повноважними представниками ВУЦПК з організації повстанського руху на Полтавщині та Чернігівщині було затверджено Юрія Гриня, на Катеринославщині і Таврії — голову Катеринославського губернського повстанкому Андрія Зірку, а в Холодноярській військовій організації — Григорія Чупринку. Представником Цупкому на Катеринославщині був старшина для доручень Олександр Нестеренко.
Особливі повноваження організатора повстання на Катеринославщині, в Північній Таврії і Західній Херсонщині Повстансько-партизанським штабом було надано доктору Гелєву, який після відвідин резиденції УНР у Тарнові на початку 1921 року з групою осіб прибув у Катеринославську губернію. Разом з ним приїхали з Тарнова його помічник, учитель з Нікопольщини, отаман Рибалка-Зірка, ад'ютант Гелєва Олексій Кравченко, організатор повстання в Нікопольському районі Микитенко-Огник, організатор з Мелітопольського повіту Кімлач, організатор з Білозерського району Мелітопольського повіту полковник Семінько, організатор з Новомосковського району Сердюк, організатор з Верхньодніпровського повіту отаман Бондаренко і зв’язковий Олександр Белінський, які приїздили до закордонного штабу для консультацій і роз’яснень та отримання повноважень. Згодом для такої ж роботи на Київщині були направлені з Тарнова Завгородній, Бесарабенко, Заяць і Ковбаса. До Одеського району виїхав також полковник Зейгош та низка інших організаторів повстання в районах. При штабі Петлюри на деякий час залишалися для зв’язку Цибенко і Карпенко, які також приїздили до Тарнова для з’ясування обставин організації повстання та узгодження позицій, але в подальшому також відбули в Україну.
Згідно з розробленим за кордоном планом, на місцях мали бути утворені повстанкоми – сільські, волосні, районні, повітові та губернські. Останнім потрібно було підтримувати зв’язок для отримання директив з центру через прикордонні губернські повстанкоми, які в свою чергу повинні були одержувати їх безпосередньо від командувача майбутньої Повстанської армії УНР Юрка Тютюнника.
Через недостатню підготовленість початок повстання в Києві та окрузі неодноразово переносився. Спочатку за директивою Симона Петлюри його було перенесено з 1 травня на 15 червня 1921 року. Надалі він ще не раз відтягувався. Це дозволило ЧК виявити і ліквідувати військово-організаційні структури та загони, на які спирався ВУЦПК (зокрема, повстанські сили в Уманському, Звенигородському повітах Київської губернії, у районі Холодного Яру) та посилити морально-політичний розклад українського підпілля.
Ліквідація ВУЦПК була розпочата 18 червня 1921 року Чекістська операція була проведена одночасно у Києві та Ірпені. Велику роль у ліквідації ВУЦПК зіграли катеринославські чекісти, група яких за допомогою зрадників — отамана Андрія Рибалки-Зірки та члена Мелітопольського повстанкому Івана Іваницького-Карпенка, заарештувала керівництво ВУЦПК.
Арешт ВУЦПК похитнув частину отаманів, вони почали вести переговори з представниками влади про здачу своїх загонів. Одним з перших почав вести такі переговори 10 червня 1921 року з Реввійськрадою Київського військового округу отаман Юліан Арсентійович Мордалевич. З примусу чекістів Мордалевич написав 29 червня звернення, яке незабаром було віддруковане у формі листівки Державним видавництвом УСРР у Києві і швидко поширювалося серед повстанців. В ньому було проаналізовано соціальні процеси, які проходили в житті України, доводилась безперспективність подальшої боротьби.
Спочатку за справою Цупкому було заарештовано близько 1200 чоловік, але залишили для розгляду 180, серед яких було багато офіцерів доби Центральної Ради і Директорії, працівників державних установ, вчителів гімназій і шкіл. 
5 серпня 1921 року, зусиллями вцілілих від арештів членів Цупкому, в Білій Церкві була створена «Козача Рада Правобережної України», яка повинна була стати новим центром всієї підпільної, політичної, військової, суспільної влади на території Київщини, Поділля, Волині, Миколаївщини та Одещини.
За постановою колегії київського ГубЧК від 28 серпня 1921 року за справою Цупкому було розстріляно 39 осіб, з них 4 жінки, до ув'язнення в концентраційні табори на різні строки — 25 осіб, серед них 12 жінок. Вирок суду було виконано 28 серпня 1921 року.

## Список розстріляних повстанців
1. Чепілко Іван Йосипович, 40 років;
2. Наконечний Федір Юхимович, 37 років;
3. Махиня Спиридон Григорович, 26 років;
4. Грудницький Олександр Григорович, 29 років;
5. Комар Микола Степанович, 45 років;
6. Коростюк Зотик Іванович, 39 років;
7. Онищук Леонтій Сидорович, 34 роки;
8. Косар Олена Сергіївна, 33 років;
9. Заєць Феодосій Панасович, 35 років;
10. Заєць Анастасія Михайлівна, 35 років;
11. Абраменко (Андрух) Іван Антонович, 25 років;
12. Гринь Юрій Сидорович, 29 років;
13. Бендрик-Ганджа Капітон Юхимович, 42 роки;
14. Кривицька Юлія Митрофанівна, 30 років;
15. Суходольський Макарій Іванович, 36 років;
16. Колтунович Аркадій Дементійович, 24 роки;
17. Курдиш-Івашко Кіндрат Кузьмич, 29 років;
18. Лимаренко Іван Петрович, 30 років;
19. Філоненко Юхим Іванович, 25 років;
20. Чупринка Григорій Абрамович, 42 роки;
21. Копиця Феогност Іванович, 19 років;
22. Никифоренко Петро Васильович, 50 років;
23. Карпенко Абрам Сергійович, 23 роки;
24. Дашковський Олександр Олексійович, 20 років;
25. Шаповал Юхим Артемович, 23 роки;
26. Решетуха Антон Іванович, 31 рік;
27. Шостак Терентій Іванович, 24 роки;
28. Перослик Микола Макарович, 30 років;
29. Бендарький Деонисій Лук'янович, 24 роки;
30. Тимошенко Володимир Семенович, 25 років;
31. Бойко Іван Онуфрійович, 28 років;
32. Гуринський-Кухта Петро Михайлович, 24 роки;
33. Дашковський Осип Станіславович, 25 років;
34. Залужний Михайло Львович, 27 років;
35. Зубрицький Олександр Федорович, 31 рік;
36. Стасін Мойсей Макарович, 50 років;
37. Баньковський Олександр Антонович, 31 рік;
38. Майорський Марк Ізраїлевич, 44 роки;
39. Степанова Надія Семенівна, 29 років.